# Peter von Glehn
Pour les articles homonymes, voir Glehn.

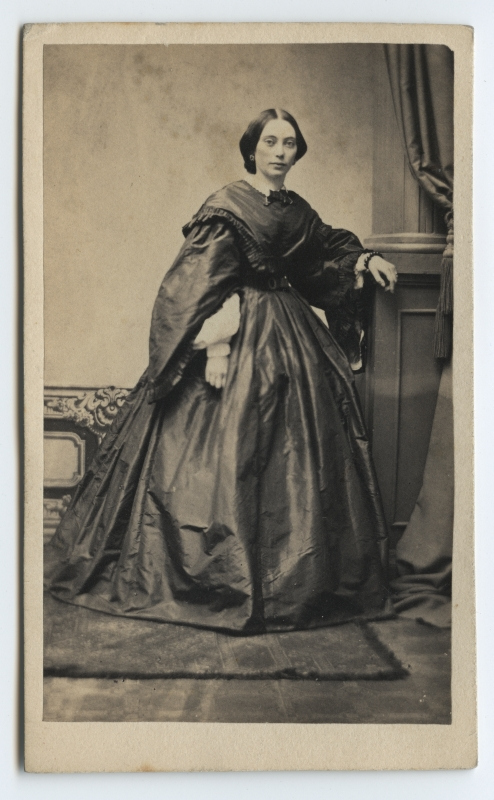
Son épouse Leopoldine née von Berg (sœur de sa belle-sœur) par Charles Borchardt, collection du musée de l'histoire estonienne.

Peter von Glehn (en russe :  Пётр Петрович Глен, Piotr Petrovitch Glen) né le 8 novembre 1835 à Jelgimeggi, (gouvernement d'Estland) en actuelle Estonie, et mort à Saint-Pétersbourg le 16 avril 1876, est un voyageur, botaniste, hydrographe et géographe allemand de la Baltique, sujet de l'Empire russe qui fut chercheur en Sakhaline et en Mandchourie extérieure.

## Biographie
Il est le fils de Peter von Glehn (1796–1843), seigneur du domaine et manoir de Jälgimäe (Jelgimeggi) (1821), et de son épouse, née Auguste Caroline Marie Burchart von Bellawary (1814-1862), fille de Johannes Burchart VIII. Il est le frère aîné de Nikolai von Glehn.
Passionné de botanique dès l'enfance, il est diplômé de la faculté de physique et de mathématique de l'université de Dorpat avec une médaille d'or en 1860 pour sa thèse Flora der Umgebung Dorpats ("Flore des environs de Dorpat"). Peu avant, la Russie a annexé de vastes étendues dans l'Extrême-Orient russe, la Sakhaline et la Mandchourie extérieure. Pour étudier ces territoires nouvellement acquis, en particulier du fleuve Amour et de l'île de Sakhaline, la Société géographique impériale de Russie organise une expédition majeure, l'Expédition de Sibérie orientale, dirigée par le directeur adjoint du jardin botanique de Dorpat, maître en botanique, et futur membre de l'Académie des sciences de Russie, Friedrich Schmidt. Ce dernier invite Glehn en 1859, encore étudiant, en tant qu'assistant géologue. Glehn est inclus dans l'équipe d'expédition le 1er mars 1860, de sorte qu'il quitte immédiatement Saint-Pétersbourg pour Nikolaïevsk-sur-l'Amour et arrive à Sakhaline en juillet. Jusqu'en septembre, il explore la région au sud d'Aleksandrovsk-Sakhalinski puis le nord de l'île, d'abord en bateau puis en traîneau. Il retourne au printemps 1861 au sud de l'île, y gravit la chaîne de montagnes et explore le sud de l'île avec l'autre assistant de Schmidt, A. D. Brylkin, en particulier les régions côtières jusqu'au Krilon et Aniwa. En septembre 1862, il retourne sur l'Amour, puis rejoint avec son patron Saint-Pétersbourg avec de vastes collections géologiques, botaniques et ethnographiques.
Peter von Glehn est nommé en janvier 1867 le plus jeune conservateur du jardin botanique impérial de Saint-Pétersbourg. Il en devient le conservateur en chef à partir du 9 février 1870.
Les récits des voyages de Glehn ont été publiés en russe et en allemand en 1868. Il a décrit la géographie, l'hydrographie et la géologie des lieux visités sur l'île de Sakhaline. Ses collections botaniques ont été éditées par Schmidt. Il a travaillé sur les collections du zoologiste Ivan Semjonowitsch Polyakow (1866), du baron von Maydell (1867) et du géologue Aleksander Czekanowski.

## Hommages
Son nom a été donné à plusieurs lieux et espèces de plantes :
- Une baie dans la mer d'Okhotsk, située au large de la côte orientale de Sakhaline. Sur la rive de la baie, se trouve le village de l'Est (arrondissement de Makarov).
- Une montagne (294 m d'altitude), située à l'ouest de l'île, dans la péninsule de Schmidt, île de Sakhaline .
- Le village de Glenovskaïa, maintenant dans les limites de la ville de Viazemski.
- Picea glehnii, espèce de conifère de la famille des Pinaceae.
- Eupatorium glehnii, plante herbacée rare de la famille des Asteraceae.
- Lonicera glehnii, arbuste de la famille des Caprifoliaceae.
- Cardiocrinum glehnii, plante bulbeuse de la famille des Liliaceae.
- Aster glehnii, herbacé vivace de la famille des Asteraceae.

## Travaux
- Flora der Umgebung Dorpats. Arch. Naturk. Liv-, Est- u. Kurlands, 2. Ser., 1860, Bd. 2, S. 489–574.
- Arbeiten der Sibirischen Expedition der Kaiserlichen Russischen Geographischen Gesellschaft. Physikalische Abteilung (zusammen mit F. B. Schmidt). Band 1, Historische Berichte, St. Petersburg 1868 (russisch).
- Verzeichnis der im Witim-Olekma-Lande von den Herren J. S. Poljakow und Baron G. Maydell gesammelten Pflanzen. Arbeiten des St. Petersburger Botanischen Gartens (1876) Band 4, Ausgabe 1, S. 1–96.

## Sources, Liens
- Baltische Historische Kommission: Eintrag zu Peter von Glehn. In: BBLD – Baltisches biografisches Lexikon digital
- Harvard University: Glehn, Peter von (consulté en mars 2021).
- Entrée de l'auteur et liste des noms de plantes décrits par Peter von Glehn à l'International Plant Names Index